# Megalophanes orientalis
Megalophanes orientalis är en fjärilsart som beskrevs av Wolfgang Dierl 1978. Megalophanes orientalis ingår i släktet Megalophanes och familjen säckspinnare. Inga underarter finns listade i Catalogue of Life.